# Phantasmagoria of Flower View
Phantasmagoria of Flower View. (яп. 東方花映塚 То:хо: Каэйдзука) — вертикальный скролл-шутер, 9-я часть серии Touhou Project.

## Разработка
ZUN посчитал, что возможность сразиться друг против друга должна понравиться игрокам, и выбрал в качестве основы игры геймплей Twinkle Star Sprites. В отличие от предыдущих частей, созданных ZUN’ом в одиночку, в данной игре «помощником по графике» (англ. Graphics Helper) значится alphes из Twilight Frontier.
После выпуска игры на 68-м Комикете, ZUN начал работать над патчем, который добавил бы возможность играть по сети. Патч вышел в октябре 2005 года; при игре по сети возможны, однако, нестабильность и ошибки синхронизации. Год спустя ZUN сообщил, что не планирует выпускать новые патчи, так как прежде всего он собирается работать над следующими играми серии.
ZUN также написал историю, связанную по сюжету с Phantasmagoria of Flower View и опубликованную в составе фанбука «Seasonal Dream Vision».

## Сюжет
В Гэнсокё приходит весна, которая, однако, сопровождается необычайно сильным цветением растений, в том числе и несезонных. Перемены также коснулись и многих сверхъестественных существ, ставших чрезмерно активными. Героини — каждая по своим причинам — желают лучше изучить ситуацию.
Как выясняется, такое сильное цветение растений не случайно, но циклично, и причиной его являются духи, вселившиеся в цветы. Такое же событие произошло 60 лет назад, когда в 1945 году по летоисчислению внешнего мира закончилась Вторая мировая война.

## Геймплей
Основой геймплея Phantasmagoria of Flower View является противостояние двух персонажей, которые находятся в разных областях игрового пространства, разделённого пополам вертикальной чертой. Уровень жизни каждого персонажа отображается в виде пяти символов Инь-ян, расположенных в верхней части экрана; количество теряемых жизней варьируется в зависимости от характера столкновения с пулями и врагами. Помимо обычной стрельбы, персонаж может применять заклинания четырёх уровней мощности; начиная со второго, они также оказывают влияние на поле противника. Использование атаки 4-го уровня приводит к появлению на поле противника «отражения» персонажа, применившего заклинание, которое будет атаковать неприятеля.
В сюжетном режиме (англ. Story Mode) игрок должен сразиться с девятью оппонентами, каждый из которых будет сильнее предыдущего. Для открытия «экстра-режима» (англ. Extra Mode) нужно успешно пройти игру за 12 персонажей. В данном режиме у каждого персонажа только одна жизнь, однако управляемый компьютером противник обладает неуязвимостью в течение некоторого времени после начала битвы.
В Phantasmagoria of Flower View также присутствует дуэльный режим (англ. Match Play Mode), в котором можно сразиться с любым из открытых персонажей на выбор, сыграть с другим человеком (в том числе и по сети), либо же посмотреть на битву двух персонажей, управляемых искусственным интеллектом.

## Персонажи
В игре представлено 16 персонажей, 5 из которых играбельны изначально, а остальные становятся доступными для игры по мере прохождения. За всех «открытых» персонажей можно поиграть в режиме дуэли, для 12 доступна сюжетная линия, для двух — режим «экстра».
- Рэйму Хакурэй
- Мариса Кирисамэ
- Сакуя Идзаёй
- Ёму Компаку
- Рэйсен Удонгэйн Инаба
- Чирно
- Лирика Призмривер
- Мерлин Призмривер
- Лунаса Призмривер
- Мистия Лорелей
- Тэви Инаба
- Ая Сямэймару
- Медисин Меланхоли
- Юка Кадзами
- Комати Онодзука
- Сикиэйки Ямазанаду